# والفر
در دیوشناسی والفر (به انگلیسی:Valefar؛ هم‌چنین شناخته‌شده با نام‌های Valefor, Malaphar, Malephar, Valafar) یک دوک دوزخ است. او مردم را به دزدی ترغیب و وسوسه می‌کند و مسئول برقراری روابط و همکاری خوب میان دزدان است. والفر توسط شریکانش تا زمانی که آن‌ها «در تله گرفتار شوند» دوست خوبی محسوب می‌شود. او ۱۰ لژیون شیاطین را فرماندهی می‌کند.

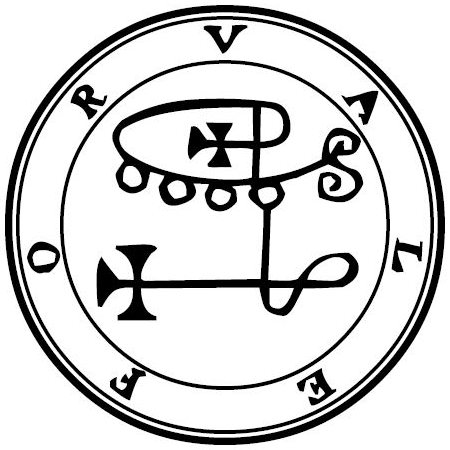
سیگیل والفر در کلید کوچکتر سلیمان

والفر به شکل شیری با سر انسان یا شیری با سر الاغ تجسم می‌شود.

## در فرهنگ عامه
والفر در مجموعه تلویزیونی انیمه و مانگای ژاپنی، به مدرسه شیاطین خوش اومدی ایروما! در نقش یک دانش‌آموز سال اولی به نمایش درآمده است.